# Presidente da Hungria
O Presidente da República da Hungria (em húngaro:  Magyarország köztársasági elnöke, államelnök ou államfő ) é o chefe de estado e o comandante-em-chefe das Forças Armadas da Hungria. O cargo tem uma grande parte cerimonial, mas também pode vetar a legislação ou enviar a legislação ao Tribunal Constitucional para revisão. A maioria dos outros poderes executivos, como a seleção de ministros do governo e iniciativas legislativas de liderança, estão investidos no gabinete do primeiro-ministro .
O atual presidente é Tamás Sulyok, eleito após a renúncia da presidente Katalin Novák, que assumiu o cargo em 10 de maio de 2022, e renunciou em 10 de fevereiro de 2024, na sequência de um escândalo por ter concedido perdão presidencial a um acusado de pedofilia.

## Eleição presidencial
A Constituição da Hungria prevê que a Assembleia Nacional (Országgyűlés) elege o Presidente da República por um mandato de cinco anos, renovável apenas uma vez.

## Sucessão
De acordo com o Artigo 12 (3), o mandato do Presidente da República termina:
- Quando o mandato terminar;
- Pela morte do presidente;
- Por incapacidade que impossibilite o desempenho de suas funções por mais de 90 dias;
- Se eles não mais atenderem às condições para serem elegíveis;
- Uma declaração de incompatibilidade de funções;
- Pela renúncia;
- Pelo despedimento.

Nos termos do artigo 12.º, n.º 4, a Assembleia Nacional decide, por maioria de 2/3 de todos os seus membros, a faculdade de decidir sobre a incapacidade do Presidente da República de exercer as suas responsabilidades por mais de 90 dias.

### Ausência (incapacidade temporária)
De acordo com o n.º 1 do artigo 14.º, se o Presidente da República for temporariamente incapaz de exercer as suas funções e poderes, estes são exercidos pelo Presidente da Assembleia Nacional (que não pode delegá-los aos seus suplentes e quem é substituído nos seus deveres) pelo Vice-Presidente da Assembleia Nacional até ao termo da incapacidade do Presidente.
Nos termos do artigo 14.º, n.º 2, a incapacidade temporária do Presidente da República é estabelecida pela Assembleia Nacional sob proposta do próprio Presidente, do Governo ou de um membro da Assembleia Nacional.

## História
| O papel do Presidente da República no processo legislativo | O papel do Presidente da República no processo legislativo | O papel do Presidente da República no processo legislativo | O papel do Presidente da República no processo legislativo | O papel do Presidente da República no processo legislativo |
| Presidente                                                 | Leis auto-propostas                                        | Vetos Políticos                                            | Vetos constitucionais                                      | Todos                                                      |
| ---------------------------------------------------------- | ---------------------------------------------------------- | ---------------------------------------------------------- | ---------------------------------------------------------- | ---------------------------------------------------------- |
| Árpád Göncz <br> (1990–1995)                               | 3                                                          | 0                                                          | 7                                                          | 10                                                         |
| Árpád Göncz (1995–2000)                                    | 0                                                          | 2                                                          | 1                                                          | 3                                                          |
| Ferenc Mádl (2000–2005)                                    | 0                                                          | 6                                                          | 13                                                         | 19                                                         |
| László Sólyom (2005–2010)                                  | 0                                                          | 31                                                         | 16                                                         | 47                                                         |
| Pál Schmitt (2010–2012)                                    | 0                                                          | 0                                                          | 0                                                          | 0                                                          |
| János Áder (2012–2017)                                     | 0                                                          | 28                                                         | 5                                                          | 33                                                         |
| János Áder (2017–2022)                                     | 0                                                          | 3                                                          | 1                                                          | 4                                                          |
| Todos                                                      | 3                                                          | 70                                                         | 43                                                         | 116                                                        |

## Ex-presidentes vivos
Há quatro ex-presidentes húngaros vivos: 

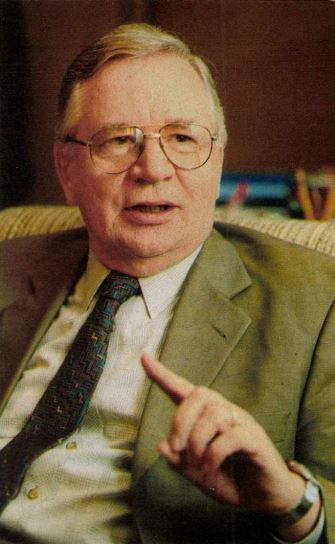
Mátyás Szűrös (1989–1990) 11 de setembro de 1933 (91 anos)
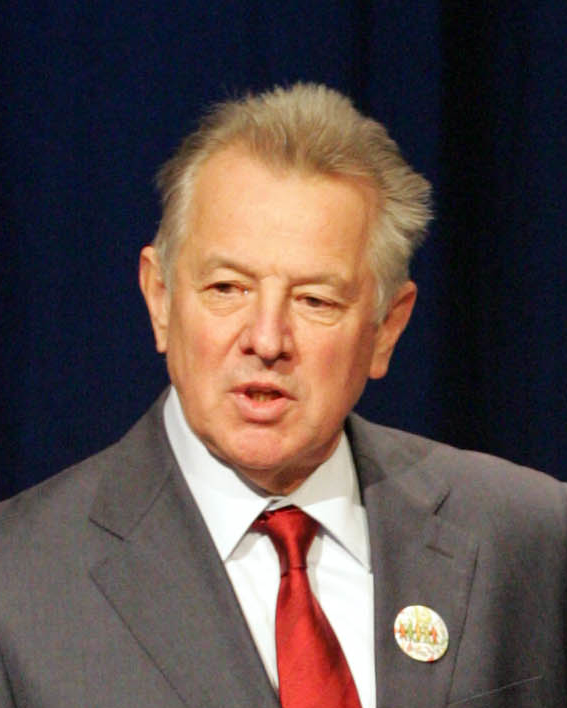
Pál Schmitt (2010–2012) 13 de maio de 1942 (82 anos)
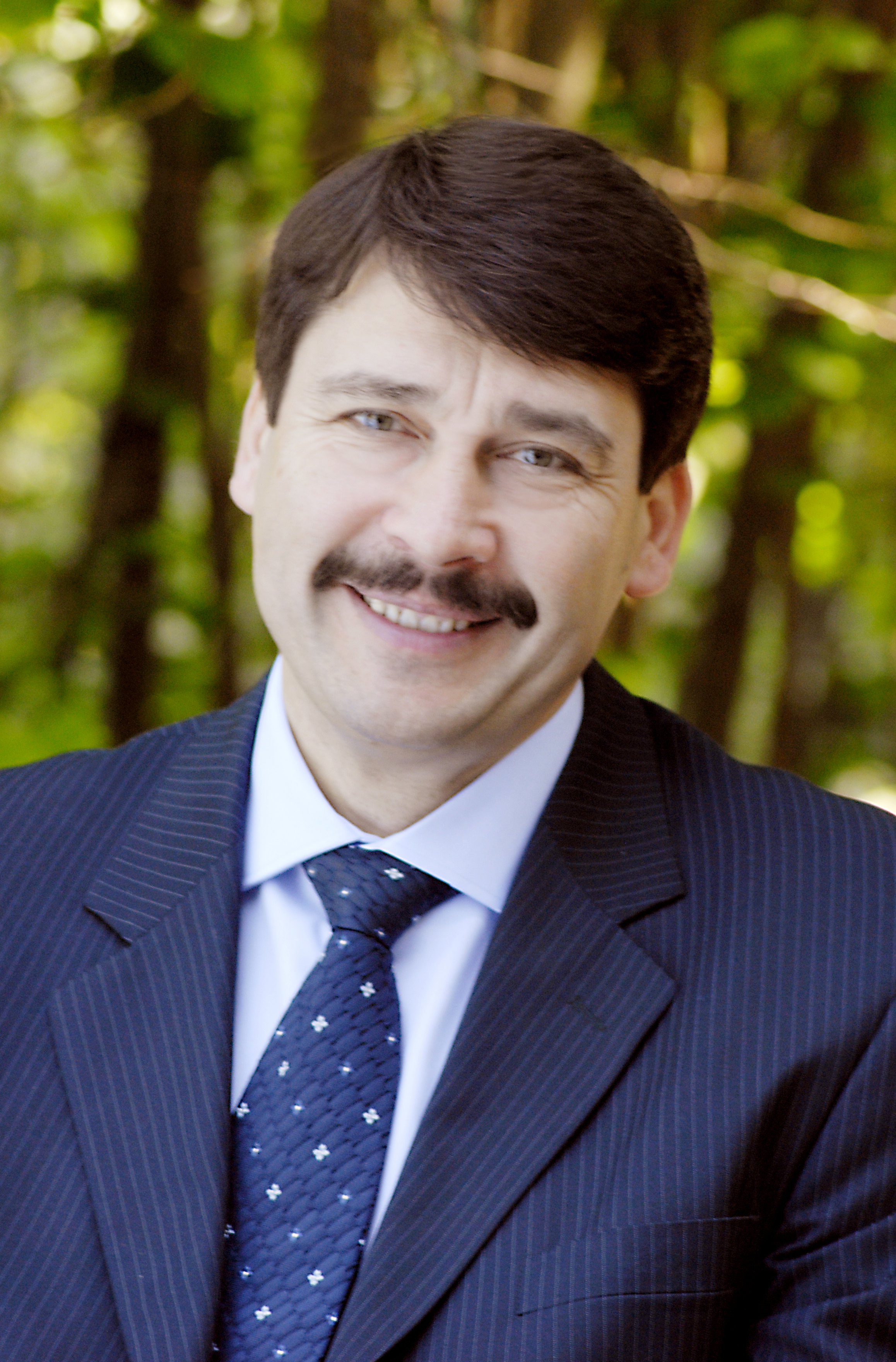
János Áder (2012–2022) 9 de maio de 1959 (65 anos)
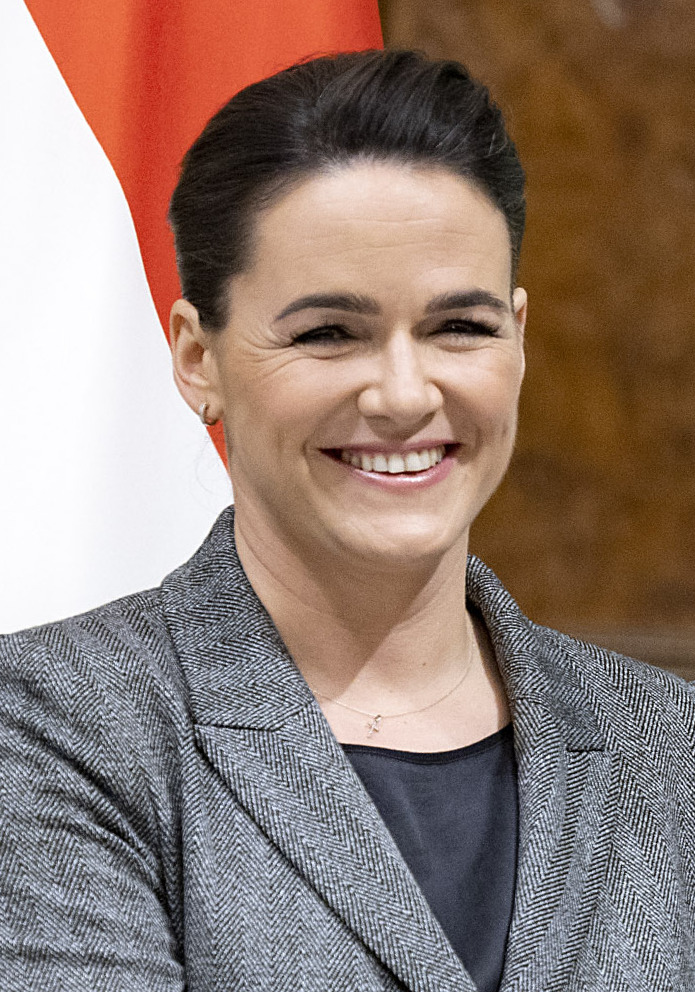
Katalin Novák (2022–2024) 6 de setembro de 1977 (47 anos)